# Wilhelm Bock
Wilhelm Heinrich Martin Bock, född 11 september 1903 i Lübeck, död 1 maj 1945 i Berlin, var en tysk SS-Standartenführer och Oberregierungsrat.

## Biografi
Efter Tysklands angrepp på den tidigare bundsförvanten Sovjetunionen den 22 juni 1941 (Operation Barbarossa) efterträdde Bock i december 1941 Erich Körting som befälhavare för Vorkommando Moskau inom Einsatzgruppe B, en särskild insatsgrupp som hade i uppgift att mörda judar, romer, partisaner och politruker i Vitryssland. I juli 1942 utsågs Bock till SS- und Polizeistandortführer i Vinnitsa, underordnad SS- och polischefen i Zhitomir, Otto Hellwig.
Bock begick självmord i Berlin den 1 maj 1945.